# سديم الشبح
سديم الشبح أو سي بي 230 (CB 230، ويسمى أيضا L1177، ويرمز له أيضا بالرمزين
Sh2-136 و VdB 141)، هو سديم عاكس وسحابة جزيئية. يرى في الجزء الغربي من كوكبة الملتهب. وينتمي إلى منطقة تهيج الملتهب، التي تشكل سحابة جزيئية معقدة في مجرتنا درب التبانة.
يقع سديم الشبح بالقرب من التجمع النجمي سديم القزحية. وبالنظر إلى الصورة المجاورة نفهم منها لماذا سماه علماء الفلك بهذا الاسم. يعتبر سديم الشبح كرة بوك ولهذا فهو مسجل أيضا تحت اسم CB230 ؛ ويلغ قطره نحو 2 سنة ضوئية. وتوجد في وسطه عدة نجوم يجعل ضوؤها الصادر منها لون السديم مائلا إلى اللون البني.
تحوي السحابة الجزيئية CB 230 على حافتها الشرقية تشكيل كروي يحوي عدة مصادر للأشعة تحت الحمراء، وهي نجوم أولية ناشئة جديدا، كما تصدر أحدها نفاثة غازية كبيرة. تعيين المسافة بيننا وبين هذه السحابة صعب؛ ويقدرها العلماء بين 250 - 550 فرسخ فلكي (الفرسخ الفلكي = 26و3 سنة ضوئية)؛ أي أنها تبعد عنا بين 750 - 1700 سنة ضوئية.)
ولا يصح الخلط بين سديم الشبح وبين سديم الشبح الصغير (NGC 6369) أو ب سديم رأس الشبح
(إن جي سي 2080).
تعود تسمية السحابة الغازية CB 230 إلى كتالوج ألفه العالمان الفلكيان «ب. كليمنس» و «ريتشارد بارفينيس» في عام 1988 .

## محيط السحابة الغازية ومحتوياتها

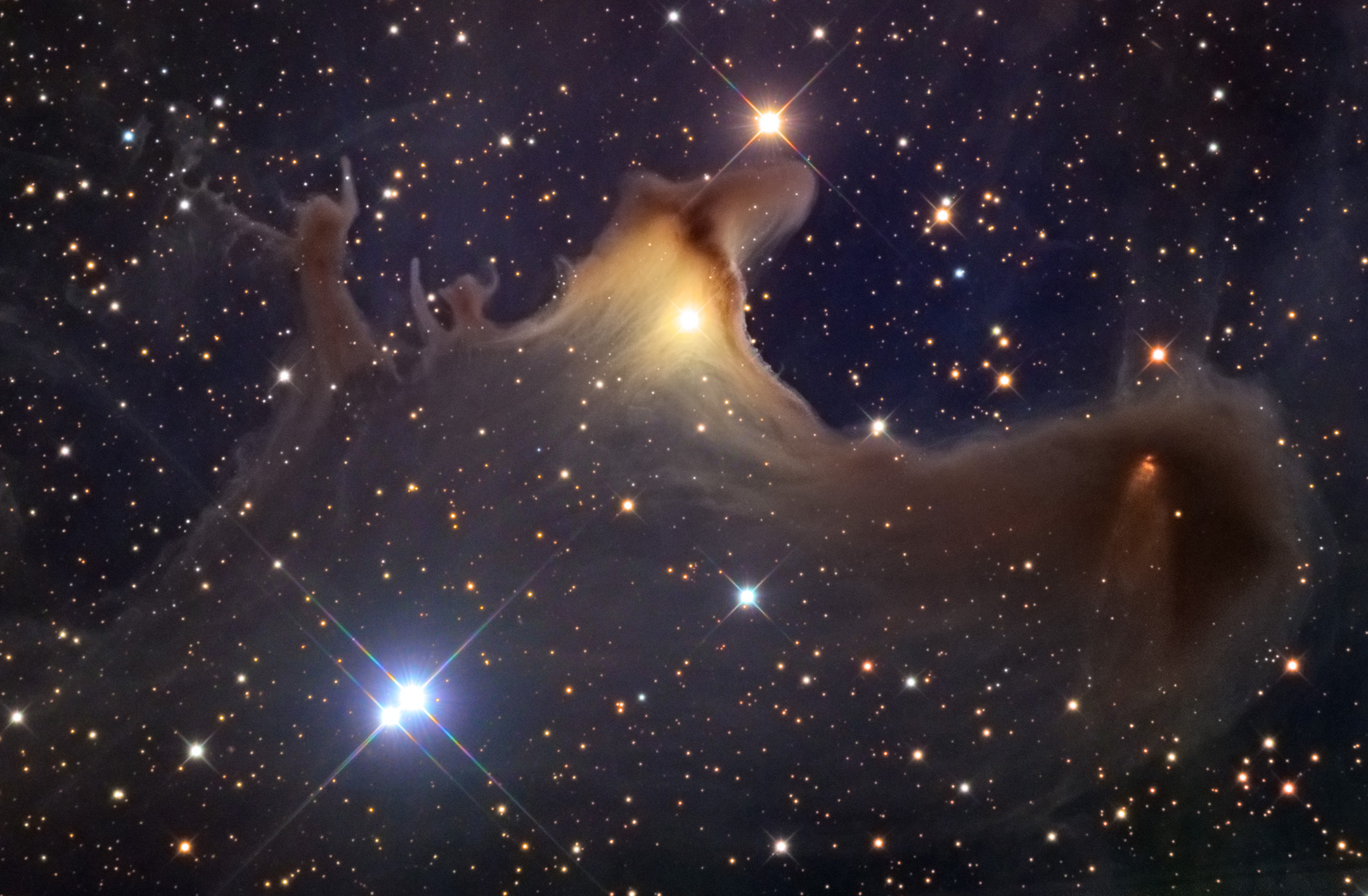
صورة شاملة لـ L1177 / CB230: إلى اليسار ترى ابراج الاشباح. وفي الوسط يرى vdB 141, وإلى يمينه الشكل الكروي.

تقترن بالشكل الكروي منطقة سحابة جزيئية لامعة، تحوي نجما، وقد سماه العالم الفلكي «سيدني فان دن برع» ووصفه سديم عاكس vdB141 بسبب هيئته هذه.A study of reflection nebulae
إلى الغرب ترى تشكيلات سحابية تظهر في هيئة أعمدة وأبراج توحي بالأشباح. ولهذا يسمى هذا التشكيل أيضا سديم الشبح
, أو „شبح الملتهب“ .

## اقرأ أيضا
- سديم الشبح الصغير
- سديم القزحية
- آر 136
- نجم آر136 إيه1
- إل إتش 95
- ثقب أسود
- إن جي سي 1982
- إن جي سي 604
- إن جي سي 1961
- إن جي سي 1502
- سديم القلب